# Rhodometra antophilaria
Rhodometra antophilaria is een vlinder uit de familie van de spanners (Geometridae). De wetenschappelijke naam van de soort is voor het eerst geldig gepubliceerd in 1809/13 door Hübner.